# Вечірні Черкаси
«Вечірні Черкаси» — громадсько-політична обласна газета, що видається у Черкасах.

## Історія
Газета заснована у грудні 1993 року.
Розповсюджують по всій території Черкаської області. Виходить щосереди. Наклад на кінець 2000-х років становив 81 тис. примірників.

## Поширення сумнівних матеріалів
У січні 2009 року за результатами моніторингу друкованих видань та інформаційних інтернет-видань, що був здійснений Черкаською обласною молодіжною громадською організацією «Асоціація молодих правників» з 1 по 31 січня 2009 року у Черкаській та Кіровоградській областях, газета «Вечірні Черкаси» розмістила найбільше сумнівних матеріалів за вказаний період. За даними дослідження, видання розмістило на своїх шпальтах 11 публікацій, віднесених до категорії так званої «джинси», випередивши видання «Провінція», яке мало на своєму рахунку 4 публікації такого характеру.. Згідно дослідження за 1—28 лютого того ж року газета зберегла за собою позицію лідера з публікації сумнівних матеріалів, випередивши при цьому газету «Нова Молодь Черкащини» на п'ять пунктів.

## Замахи на журналістів
14 серпня 2000 року журналістку видання Валентину Васильченко у під'їзді власного будинку невідомі побили бейсбольними битами. Винних у нападі міліція не знайшла.
10 липня 2004 року двоє невідомих напали на заступника головного редактора газети «Вечірні Черкаси», директора друкарні МП «Видавництво «Республіка» Леоніда Туменка. Потерпілий пов'язував пригоду зі своєю професійною діяльністю і вважав, що напад скоєно на замовлення.
У березні 2013 року Валентина Васильченко заявила, що на неї здійснено напад та завдано поранення ножем у ногу. За словами потерпілої, напад пов'язаний з її професійною діяльністю і вона повністю виключає побутові мотиви.

## Інші інциденти
- У січні 2015 року у центрі Черкас навпроти будівлі обласної державної адміністрації на одному з рекламних щитів з'явився банер із написом «Вечірні Черкаси» – брехлива газета»[9]. Таку реакцію викликав матеріал Тетяни Роговської «Недоторканий «Світанок» про конфліктну ситуацію навколо санаторію у Свидівку Черкаського району, який з'явився на шпальтах видання ще 10 грудня 2013 року[10].

- У кінці березня 2016 року редактор уманського відділення газети «Вечірні Черкаси» та головний редактор видання «Вечірня Умань» Володимир Гамалиця заявив, що народний депутат Антон Яценко (депутатська група «Партія «Відродження») надіслав йому на телефон повідомлення, де звинуватив у порушенні стандартів журналістики. За словами журналіста, депутат ввечері зателефонував йому, а потім почав надсилати повідомлення зі звинуваченнями у продажності. Видання «Вечірня Умань» написало, що розцінює це як тиск на журналістів[11]. Депутат спростував заяву журналіста і заявив, що «Вечірня Умань» не висвітлює об'єктивно конфлікт щодо продажу землі під аграрний центр в Умані, відстоюючи точку зору колишнього заступника міністра аграрної політики Андрія Дикуна[12][13].